# アンドーンテッド (潜水艦)
アンドーンテッド (HMS Undaunted) は、イギリス海軍の潜水艦。U級の第2グループ。Undauntedは「臆しない」の意味。

## 艦歴
バロー＝イン＝ファーネスのヴィッカース・アームストロング社で建造。1939年12月2日起工。1940年8月20日進水。1940年12月30日就役。

1941年5月1日、「アンドーンテッド」（艦長J・S・リバセー大尉）はマルタからトリポリ沖へと出撃した。これは「アンドーンテッド」の地中海での最初の哨戒であったが、同時に最後の哨戒となった。
5月12日にトリポリからトラーパニ行きのイタリアの船団が出航し、リビア沿岸に沿って西に進んだ。同日、船団の護衛機が潜水艦を発見。船団の護衛の水雷艇「ペガソ」がその場へと向かい爆雷攻撃を行った。攻撃後、「ペガソ」は大きな油紋を確認している。これが「アンドーンテッド」の最期かもしれないが、このとき「アンドーンテッド」はマルタへの帰路についていてその場にはいなかったはずであることから断定は出来ない。
トリポリの西には5月1日に機雷が敷設されており、5月7日にトリポリの北34マイルで潜水艦発見の報告があることから「アンドーンテッド」は5月7日から5月10日の間に触雷した可能性が高いとする説もある。